# Filipinas en los Juegos Olímpicos de Londres 1948
Filipinas estuvo representada en los Juegos Olímpicos de Londres 1948 por un total de 26 deportistas masculinos que compitieron en 8 deportes.
El equipo olímpico filipino no obtuvo ninguna medalla en estos Juegos.